# Ryan Fredericks
Ryan Marlowe B. Fredericks (Potters Bar, 10 oktober 1992) is een Engels voetballer die doorgaans als verdediger speelt.

## Clubcarrière
Fredericks werd in 2008 opgenomen in de jeugdopleiding van Tottenham Hotspur. Op 25 augustus 2011 maakte hij net als Tom Carroll en Harry Kane zijn debuut voor The Spurs in de voorronde van de UEFA Europa League tegen het Schotse Hearts. Vanaf augustus 2012 werd de verdediger twee maanden uitgeleend aan Brentford. In januari 2014 werd hij voor de rest van het seizoen uitgeleend aan Millwall. Op 28 augustus 2014 vervoegde Fredericks Middlesbrough, waar hij het seizoen 2014/15 doorbrengt op uitleenbasis. Op 20 september 2014 debuteerde hij voor Boro in de competitiewedstrijd tegen zijn ex-club Brentford.